# Unsan-myeon
Unsan-myeon (koreanska: 운산면), är en socken i Sydkorea.  Den ligger i kommunen Seosan och provinsen Södra Chungcheong, i den västra delen av landet, 90 km söder om huvudstaden Seoul.

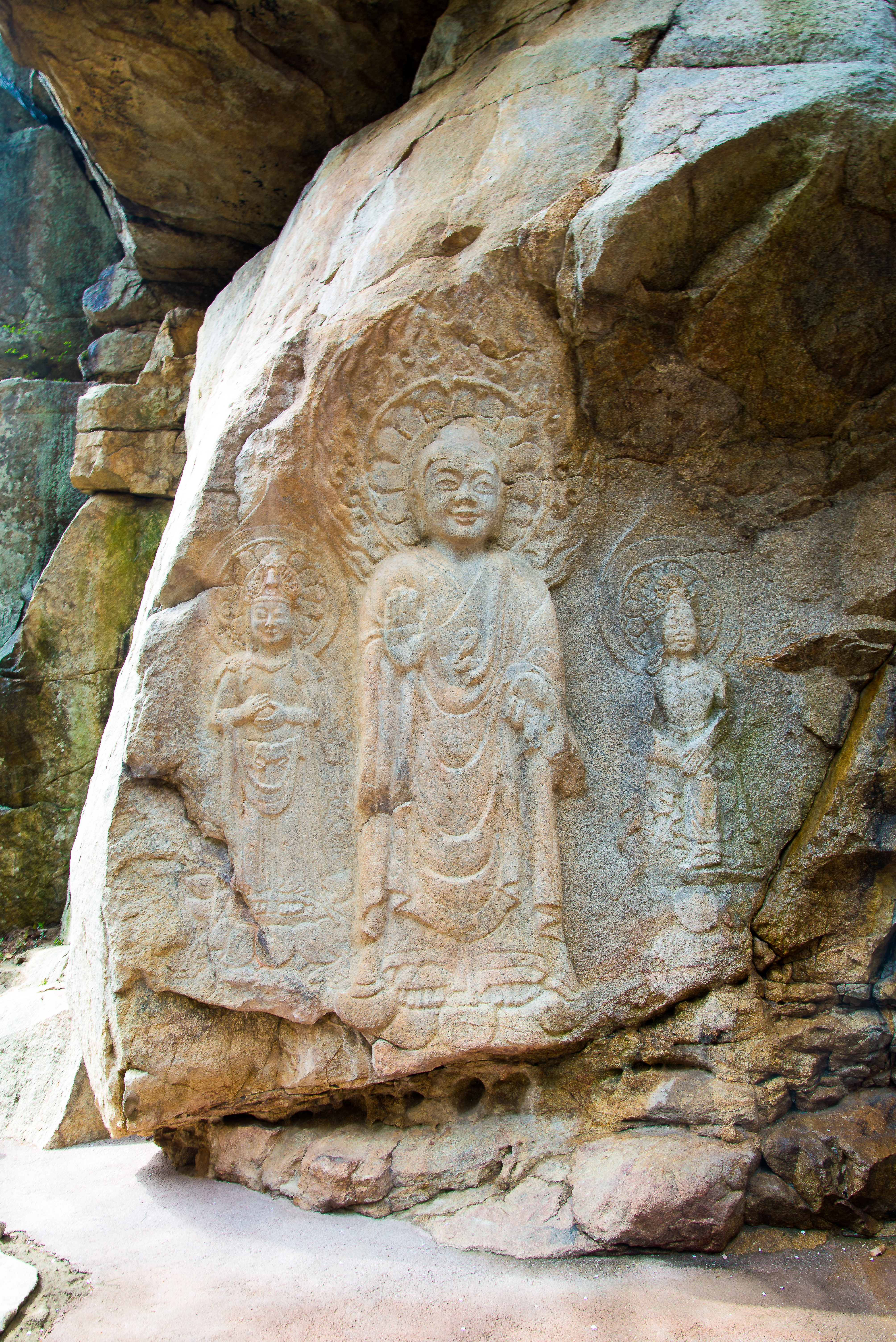
Maaesamjonbul-gil.

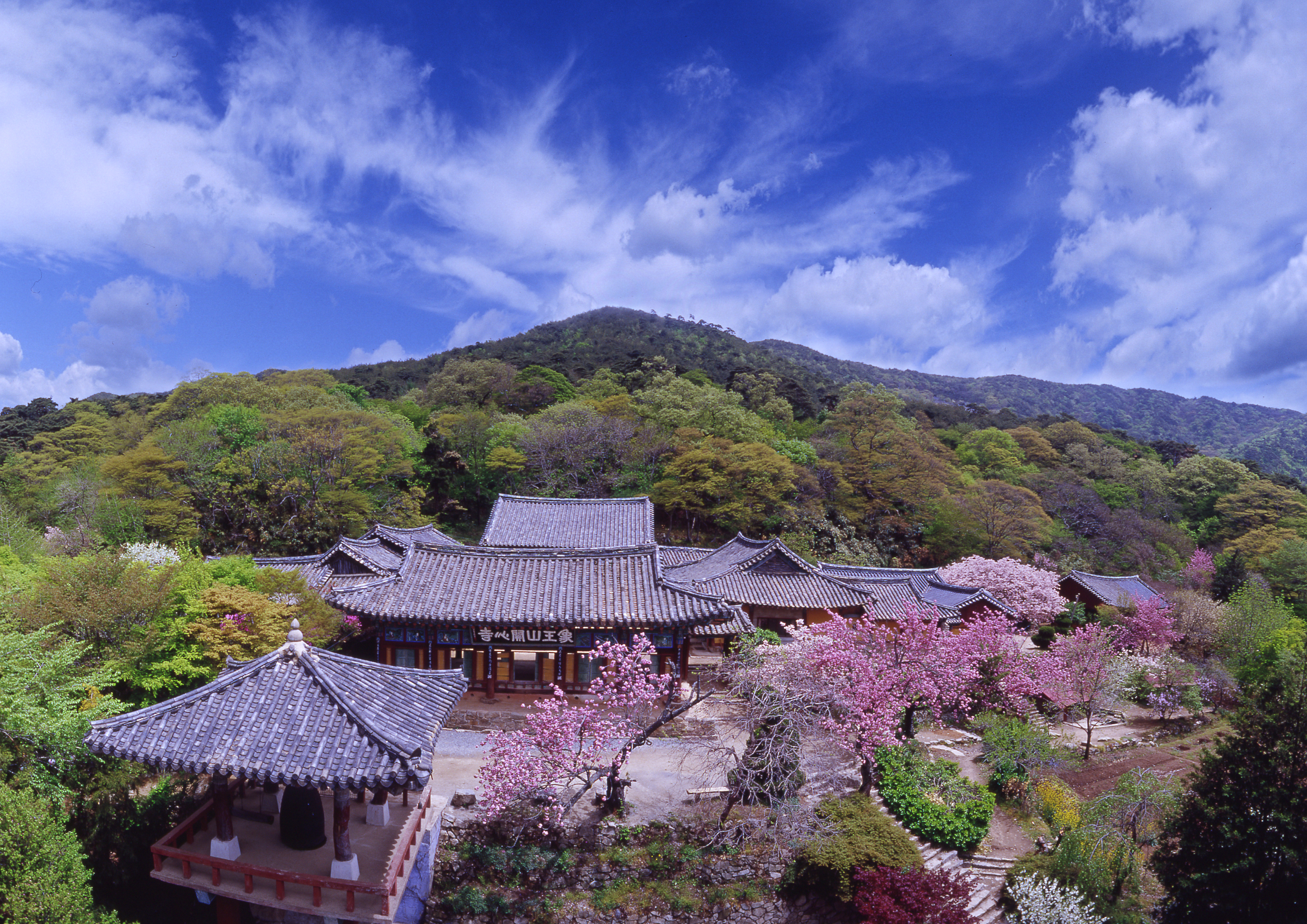
Gaesimsa-templet.

 I Maaesamjonbul-gil finns en av de bäst bevarade hällristningarna från  sen Baekje-period..